# Письма к провинциалу
«Письма к провинциалу» (фр. Lettres Provinciales) — сборник из восемнадцати писем Блеза Паскаля полемического характера, опубликованных в 1656—1657 годах.

## История создания

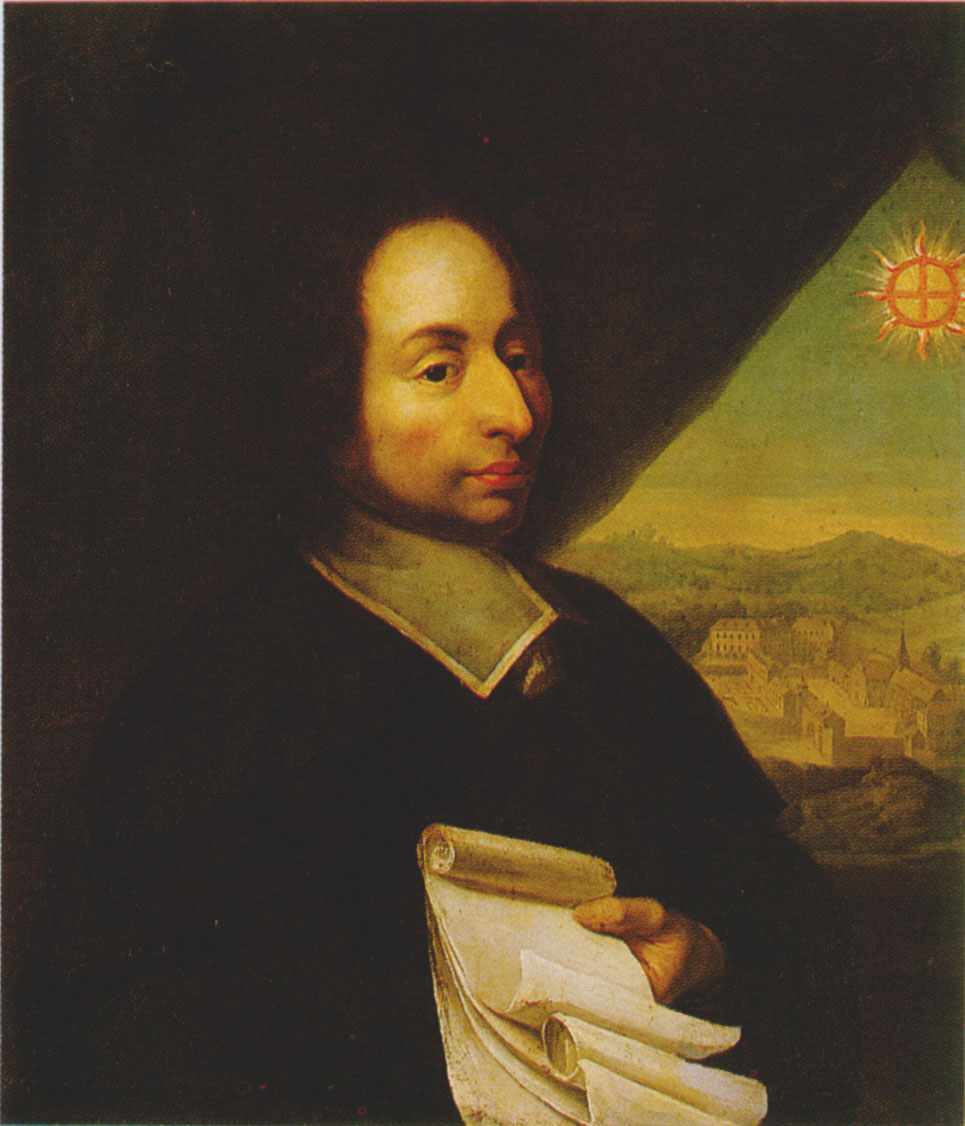
Блез Паскаль

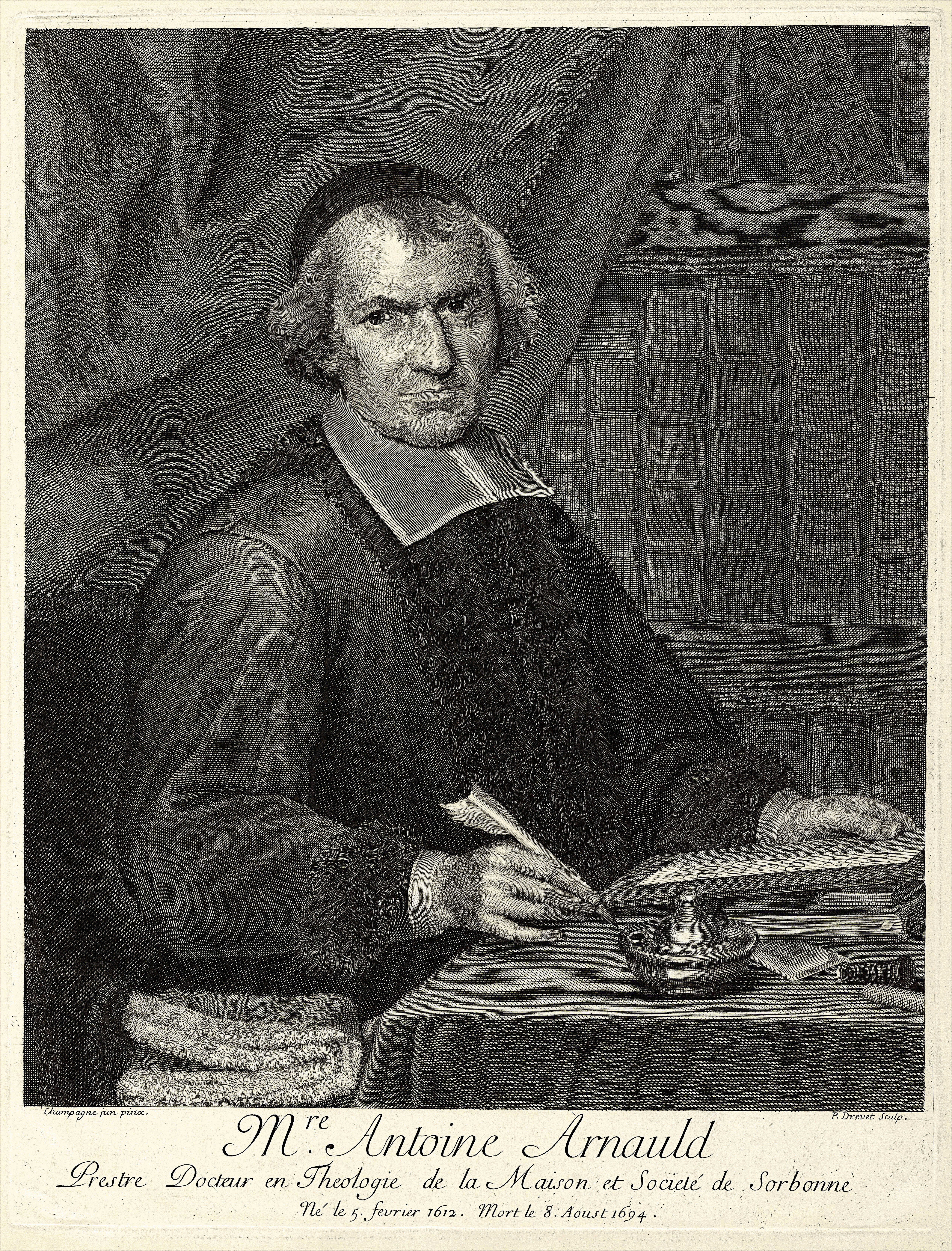
Антуан Арно

Причиной появления писем стала дискуссия между янсенистами и иезуитами о характере учения Корнелия Янсения (в частности, его сочинения Augustinus, slve doctrina Augustini de humanae nature sanitate, aegritudine, medicina, 1640). Иезуиты, считавшие труд Янсения еретическим, были противниками издания и распространения «Августина».
В 1649 году богослов из Сорбонны Никола Корне представил пять положений[какие?], извлечённых из «Августина» и содержащих, по его мнению, еретические утверждения. Эти положения после рассмотрения французскими епископами были отправлены в Рим, где в 1653 году папа Иннокентий X в своей булле Cum occasione признал их еретическими. Орденом иезуитов был составлен формуляр осуждения, под которым предполагалось собрать подписи всех церковных деятелей. Однако янсенисты успешно защищались, и формуляр не получил широкого распространения.
Янсенисты утверждали, что обвинения несостоятельны, так как основаны на вырванных из контекста и превратно истолкованных положениях. А. Арно утверждал, что осуждённые папой положения действительно еретические, но в сочинении Янсения их нет, следовательно, папа не осуждал его труд. Противостояние между иезуитами и янсенистами обострилось в 1655 году, когда известный своими симпатиями к учению Янсения пэр Франции герцог де Лианкур не получил отпущения от своего духовника. Арно опубликовал «Письмо знатной особе», где осуждал действия духовника, во втором «Письме к герцогу и пэру» он продолжил дискуссию с иезуитами. Письмо содержало разъяснение взглядов противников и сторонников янсенистов. Оно было представлено иезуитами на рассмотрение комиссии теологического факультета Сорбонны. Заседание комиссии происходило с декабря 1655 по январь 1656 года. Правительственные круги и папа римский были заинтересованы в завершении споров в пользу иезуитов. На заседаниях комиссии присутствовал канцлер Сегье. Стороны с самого начала были поставлены в неравное положение. Иезуиты добились превосходства в дискуссии нарушениями устава (к комиссии присоединились монахи нищенствующих орденов), ограничениями времени для выступления янсенистов, самому Арно не было предоставлено слово. 14 января 1656 года Арно был осуждён 124 голосами при 71 против и 15 воздержавшихся. В своё оправдание Арно составил письмо, но оно было признано пор-рояльской общиной весьма неудачным, и тогда Арно обратился за помощью к Паскалю. Тот изложил свои взгляды в форме письма, получившем горячее одобрение отшельников Пор-Рояля.

## Письма к провинциалу (январь — март 1656 года)
Первое из писем начали тайно печатать 21 января 1656 года, оно вышло в свет 23 января без указания имени автора под заголовком «Письмо к провинциалу одного из его друзей по поводу прений, проходящих сейчас в Сорбонне». Паскаль вёл рассказ от лица простака, рассматривающего позиции противных сторон с точки зрения здравого смысла. С целью обрести познания и сориентироваться в споре он обращается то к иезуитам и их союзникам якобинцам (парижским доминиканцам), то к янсенистам. В итоге наивный простак обнаруживает, что цель прений не поиски истины, а осуждение Арно.
Появление письма произвело ошеломляющий эффект. В знак протеста против решения комиссии кафедру Сорбонны покинуло 60 докторов. Сам Арно 26 января заявил, что не признаёт законными обвинения. Однако 29 января он был всё же исключён из Сорбонны.
Во втором письме Паскаль продолжил разбор сути разногласий между янсенистами и иезуитами.  Снова Паскаль указывает, что по существу якобинцы сходятся с янсенистами в понятии «действенной благодати». Автор насмешливо критикует союз якобинцев и иезуитов как временное явление, ибо глубинные интересы временных союзников различны.
В третьем письме Паскаль обращается к несправедливости нападок на Арно: обвинители не смогли привести из его трудов ни одной строки, заслуживающей порицания. «Я понял, что здесь ересь нового рода. Ересь не в мнениях г. Арно, а в самой его личности. Это личная ересь. Еретик он не за то, что говорил и писал, а за то, что он г. Арно. Вот всё, что достойно порицания в нём», — заключает автор. Это письмо было подписано: «Ваш нижайший и покорнейший слуга E. A. A. B. P. A. F. D. E. P.». Аббревиатура означала: «и давнишний друг, Блез Паскаль, овернец, сын Этьена Паскаля».
При дворе письма вызвали сильнейшее недовольство, по приказанию канцлера полиция начала поиски анонимного автора. Были произведены обыски у типографов, допросы рабочих типографий — безрезультатно. Письма тем временем распространялись по Франции. По словам одного иезуита: «Никогда ещё почта не зарабатывала столько денег. Оттиски посылались во все города королевства…».

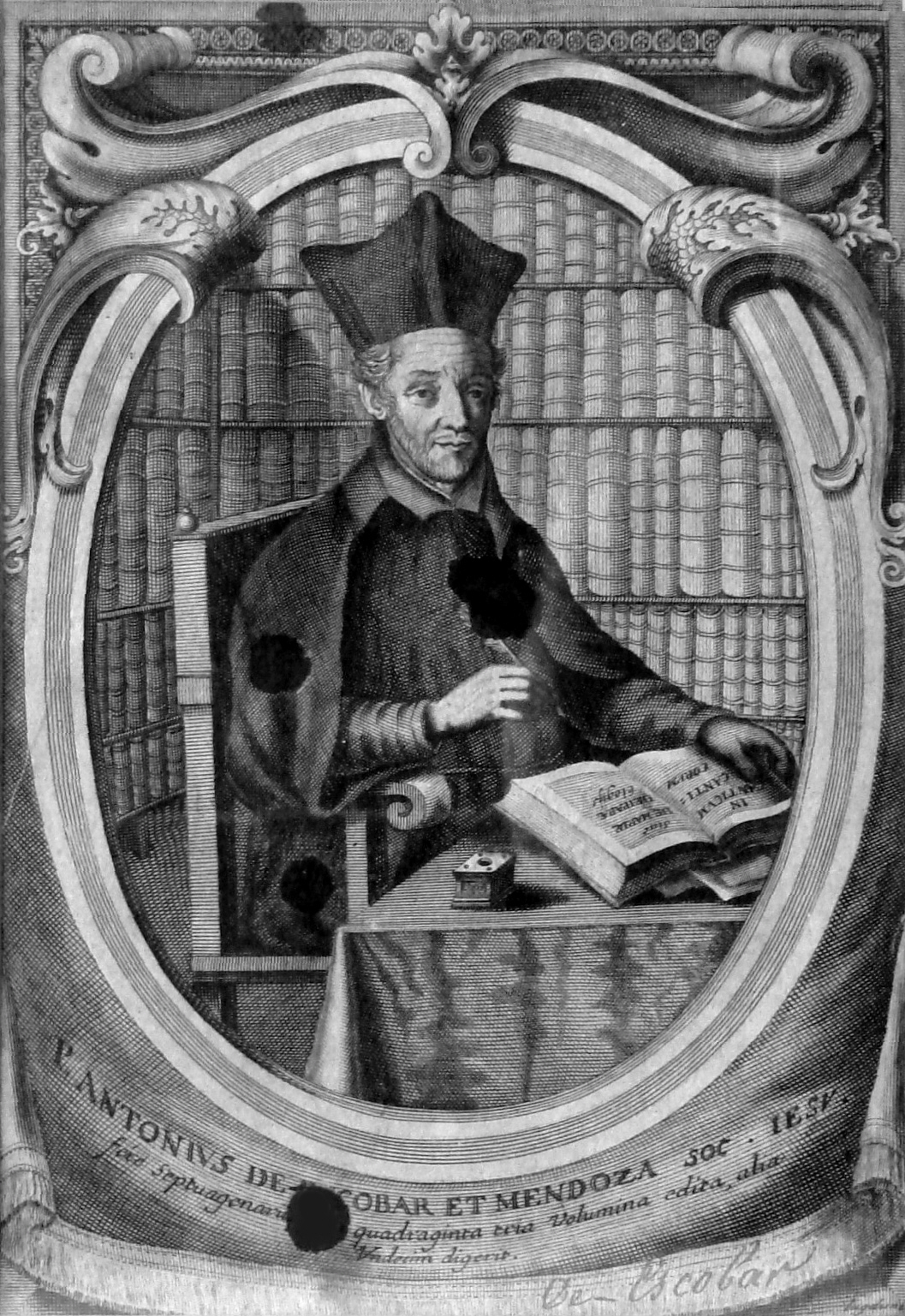
Антонио Эскобар, прототип «доброго патера»

В своём четвёртом письме Паскаль переходит к критике моральной теологии иезуитов. Появляются новые персонажи: «порядочный человек» в качестве наблюдателя со стороны и «добрый патер казуист», — главное действующее лицо последующих шести писем, — безупречный человек, беспрекословно следующий догмам иезуитов, помогающий первому разобраться в казуистическом юридизме иезуитов. Прототипом «доброго патера» стал Антонио Эскобар, автор «Нравоучительного богословия» (Liber Theologiæ Moralis, 1644). Сам Паскаль дважды прочитал книгу Эскобара, с остальными же трудами отцов-иезуитов его познакомили Арно и Николь. Паскаль говорил, что не все книги, упоминавшиеся в «Письмах», прочитаны им, на это просто не было времени: «…их читали мои друзья; но я не привёл ни одного отрывка, не прочитав его сам в той книге, из которой цитировал, и не вникнув в вопрос, которого он касался, а также не прочитав того, что отрывку предшествовало, и того, что за ним следовало, дабы не ошибиться и не процитировать вместо возражения ответ, что было бы несправедливым и достойным упрёков».
С пятого письма (20 марта 1656 года) Паскаль начинает наступление на иезуитскую этику. Автор письма, «порядочный человек», беседуя с «добрым патером», узнаёт, что возможно совершать действия, которые принято считать греховными и при этом оставаться безгрешным. «Добрый патер» с целью рассеять недоумение собеседника знакомит его с пробабилизмом и цитирует труд отца Эскобара. Согласно ему, достаточно одного авторитетного учёного, чтобы сделать любое мнение правдоподобным, и тогда грешник без страха может следовать ему. Даже если другой не менее авторитетный учёный будет придерживаться противоположной точки зрения. У иезуитов много авторитетных учёных, они часто расходятся в своих мнениях, так что среди множества правдоподобных мнений возможно выбрать то, что отвечает на данный момент интересам конкретного человека. На это «порядочный человек» замечает, что благодаря сей теории «у нас прекрасная свобода совести в вопросах, а у вас, казуистов, такая же свобода в ответах». Автор резюмирует, что, придерживаясь такой удобной морали, орден руководит всем миром.

## Исцеление Маргариты Перье
Письма пользовались большим успехом. Тиражи достигли 6—8 тысяч экземпляров, что по тем временам означало невероятную популярность. Однако враги янсенистов стали действовать более энергично: полиция расширила поиски и в марте 1656 года формы писем были обнаружены у одного из типографов. Сам Пор-Рояль подвергся обыску, ничего компрометирующего найдено не было, но после выхода пятого письма отшельники были вынуждены покинуть загородную резиденцию монастыря. Были закрыты янсенистские школы. Само существование монастыря находилось под угрозой: власти намеревались рассеять духовников и монахинь по другим обителям. В это тяжёлое для пор-рояльской общины время произошло событие, не только смягчившее его положение, но и сделавшее Пор-Рояль ещё более популярным.

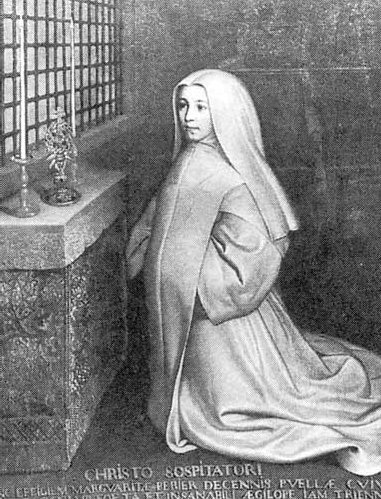
Маргарита Перье

Воспитанница парижского Пор-Рояля, племянница и крестница Паскаля Маргарита Перье уже несколько лет страдала от фистулы в углу левого глаза. Язва разъела кость носа и нёбо, гной отравлял девочку, к её голове нельзя было прикоснуться, не причинив боли. Врачи были бессильны и считали, что Маргарите поможет лишь прижигание. 24 марта 1656 года во время вечерней молитвы монахини как обычно целовали реликвию, хранившуюся в Пор-Рояле. Это была колючка (святое терние) из тернового венца Христа. Одна из монахинь посоветовала девочке приложить терние к больному глазу. Исполнив это, Маргарита возвратилась в келью и сообщила своей соседке, что перестала чувствовать боль: «святое терние вылечило меня». Через несколько дней, по словам одного из отшельников Пор-Рояля, Маргарита Перье настолько излечилась, что исповедник монахинь «принял один глаз за другой».
Это невероятное событие поразило и вдохновило Паскаля. По словам Жильберты Перье, её брат: «…был чрезвычайно утешен тем, что Божья сила проявляется с такою очевидностью во времена, когда вера, казалось, погасла в сердцах большинства людей. Радость его была так велика, что ум его отдался этому чуду всецело, и у него явилось много удивительных мыслей о чудесах, которые, представив для него религию в новом освещении, удвоили любовь и уважение, всегда питаемые им к предметам веры». Паскаль даже изменил свою печать: теперь на ней были изображены небо и терновый венец с надписью Scio cui credidi — Знаю, кому поверил (ап. Павел).
Дэвид Юм, отмечая в своём трактате «Исследование о человеческом познании» строгость нравов Пор-Рояля, честность и ум тамошних обитателей, свидетельствующих о чуде, пишет: «…Словом, сверхъестественное исцеление было так несомненно, что оно на время спасло этот знаменитый монастырь от погибели, которой ему грозили иезуиты».
Церковные власти организовали следственную комиссию для проверки обстоятельств излечения девочки, в неё вошли самые знаменитые врачи и учёные того времени. В течение полугода комиссия собирала свидетельства об этом необычайном происшествии. В библиотеке Мазарини хранится один из протоколов свидетельских показаний, собираемых комиссией, подписанный Блезом Паскалем. В октябре факт исцеления был признан. После этого положение пор-рояльской общины заметно улучшилось.
Впоследствии было предложено естественнонаучное объяснение излечения племянницы Паскаля: возможно, в её глаз попал кончик иглы, а терние оказалось магнитным.

## Письма к провинциалу (апрель — декабрь 1656 года)
Несмотря на утверждение одного из видных представителей ордена иезуитов отца Анна́ (фр. François Annat) в трактате «Помеха веселью янсенистов», что чудесное исцеление девочки есть призыв к смирению, Паскаль с новыми силами продолжает полемику.
В письме шестом, вышедшем 10 апреля 1656 года, «добрый патер» знакомит собеседника с казуистическими приёмами: «правильным истолкованием терминов» и «методом приискания благополучных обстоятельств». С помощью этих хитроумных приёмов несложно выпутаться из любой затруднительной ситуации, обойти любую евангельскую заповедь. Так, Евангелие говорит: «От избытка вашего давайте милостыню». Но если делать этого не хочется, можно воспользоваться правильным истолкованием слова «избыток», предлагаемым учёным мужем Васкесом: «Откладываемое светскими людьми для возвышения собственного положения и положения своих родственников не называется избытком. Поэтому едва ли когда-нибудь окажется избыток у людей светских и даже у королей». При правильном истолковании слова «убийца», — тот, кто убивает не за деньги, а лишь оказывая безвозмездную услугу друзьям, не есть убийца, — можно обойти постановление, запрещающее прятать убийцу в церквах. А если монах, направляясь воровать или на блуд, снимет своё облачение и нарушит тем самым одну из папских булл, то на помощь приходит метод приискания благоприятных обстоятельств: по отцу Эскобару монах обязан поступить так во избежание скандала — подобное буллой не предусмотрено, следовательно, противоречие разрешено. Только так, — говорит «добрый патер», — не нарушая предписаний, создавая лёгкие правила для людей испорченных, можно их не оттолкнуть от церкви.
В письме седьмом Паскаль рассматривает метод направления намерений, состоящий в подмене одного намерения другим для достижения оправдания «порочности средства чистотою цели», примирения «благочестия и чести», — вещей совершенно противоположных. По словам «доброго патера», именно честь толкает людей благородного звания к совершению насилия, что «противоречит христианскому благочестию». Иллюстрацией к методу служит месть обидчику. Воздаяние злом за зло осуждается Священным Писанием, но отец-иезуит Лессий утверждает, что получивший пощёчину «…не должен иметь намерения отомстить за неё, но он может иметь намерение избежать позора и тотчас же отразить это оскорбление, даже ударами меча». Так, обыгрывая метод направления намерений, учёные-иезуиты оправдывают участие в дуэли (отец Диана́) и даже вызов на дуэль (отец Санчес): главное, чтобы «намерение было направлено в хорошую сторону». Отец же Наварр приходит к выводу, что лучше тайком убить врага, и тогда становишься непричастным к «греху, который совершает наш враг поединком». Собеседник «доброго патера» узнаёт о том, что убийство дозволяется и в менее серьёзных случаях: пренебрежительный жест, сплетня могут быть вполне вескими причинами для отмщения, — здесь также приходит на помощь правильное направление намерения. «Порядочный человек» замечает: «Мне кажется, что можно хорошо направить намерение и убивать для сохранения (благосостояния)». «Добрый патер» соглашается: если «вещь стоит больших денег», то можно убить человека, покусившегося на неё. Отец Молина оценивает стоимость жизни христианина «в шесть или семь дукатов».
Письмо восьмое посвящено правилам, благоприятным для всевозможных грешников: воров, банкротов, нечестных судей, распутных женщин.

Письмо девятое рассказывает о том, как избежать греха, не поступаясь удобным и приятным образом жизни, с помощью соблюдения лишь внешних приличий. По словам П. Серини: 
«…если бы всё зависело только от иезуитов, воспитанных в строгости, они бы учили исключительно евангельским максимам. Но поскольку последние, из-за их суровости, не подходят для большинства, иезуиты используют своё остроумие, отыскивая способы смягчить или уклониться от них, чтобы эти принципы не препятствовали людям в преследовании своих интересов и в мирском образе жизни, и, в то же самое время, чтобы иезуиты преуспели в распространении влияния на общество».
Письмо десятое посвящено таинству покаяния. По утверждению отца Бони (Etienne Bauny), грешники имеют право на отпущение, даже признав, что надежда на прощение толкнула их к совершению греха. Само понятие греха трансформируется: «Нельзя назвать ближайшим поводом ко греху, когда грешат лишь редко…». В довершении всего человек не обязан испытывать любовь к Богу: «можно спастись и никогда не любивши Бога». «Порядочный человек» в негодовании покидает «доброго патера» со словами: «молю Бога, чтобы он соизволил научить их (иезуитов), насколько обманчив свет, ведущий к таким пропастям, и чтобы он наполнил любовью тех, кто осмеливается освобождать от неё людей».
Продолжение полемики автором «Писем к провинциалу» вызвало бурную реакцию иезуитов. В их проповедях и памфлетах анонимный автор назывался безбожником, обвинялся в искажении цитат, в осмеивании священных предметов.

В последних письмах Паскаль, сменив комедийные приёмы и остроумие на сарказм, опровергал все обвинения оппонентов. Приводя спорные места, он доказывал, что никогда не искажал выдержек из трудов иезуитов. К этому времени Паскаль был вынужден переезжать с места на место, жить под чужим именем, так как его подозревали в сочинении «Писем». Для общины янсенистов опять наступили тяжёлые времена: против них был подготовлен новый обвинительный формуляр. 16 октября 1656 года папа Александр VII, как и его предшественник, осуждает пять положений и указывает, что они содержатся в «Августине». Королевский духовник отец Анна́ выпускает брошюру, где объявляет янсенистов еретиками. Семнадцатое и восемнадцатое письма Паскаль адресует ему. Защищая своих друзей, анонимный автор утверждает, что лишь он несёт ответственность за письма: лица, не замешанные в споре, не должны пострадать. Сам же он неуязвим: 
Всё влияние, которым вы пользуетесь, бесполезно по отношению ко мне. От мира я ничего не ожидаю и ничего не опасаюсь… [] Вы, конечно, можете затронуть Пор-Рояль, но не меня. Можно выжить людей из Сорбонны, но меня из моего дома не выживете. Вы можете употребить насилие против священников и докторов богословия, но не против меня, так как я не имею этих званий…
 Далее Паскаль возвращается к обсуждению проблем, затронутых в первых трёх письмах.
Существовал черновик и девятнадцатого письма, однако оно не вышло в свет. Полемика прервалась. Вероятно, учитывая ход событий, янсенисты сочли невозможным продолжать её. В самом лагере янсенистов существовали противники открытой дискуссии с иезуитами: Анжелика Арно, Антуан Сенглен (духовный наставник Паскаля) считали, что справедливое дело должно отстаивать лишь смирением и послушанием. Сам же Паскаль впоследствии говорил, что если бы ещё раз пришлось ступить на путь теологической борьбы, то книга была бы написана ещё резче.

## Значение
Отдельным сборником «Письма к провинциалу» были изданы в Кёльне в 1657 году за подписью Луи Монтальта. В том же году внесены в Индекс запрещённых книг. Узнав об этом, Паскаль сказал, что если «Письма» осуждены в Риме, то то, что осуждается в них, осуждено на небе.
Последнее прижизненное издание датируется 1659 годом. К тому времени настоящее имя автора стало известно. В 1660 году латинский перевод писем, выполненный Николем, был сожжён по постановлению королевского совета. В то же время казуистической морали был нанесён серьёзный удар. Ещё в разгар работы Паскаля над письмами парижские служители церкви на специальной ассамблее обсуждали темы, поднятые в них с тем, чтобы осудить либо их автора, либо иезуитов.  Ответом ордена на движение протеста против казуизма, развернувшееся во Франции, стала книга отца Пиро «Апология казуистов против янсенистов». В ней защищались наиболее спорные положения казуизма, эта защита сопровождалась клеветой в адрес противников иезуитов. «Апология…» была настолько неудачна, что вызывала неудовольствие даже у представителей ордена, а в 1659 году была зачислена в Индекс запрещённых книг. Впоследствии многие из казуистических положений были осуждены Ватиканом в 1665 и 1679 годах.
В «Письмах» наиболее полно проявился писательский дар Паскаля. Их популярности способствовало и то, что автор избрал для обсуждения серьёзных вопросов богословия «стиль приятный, иронический, развлекательный». Паскаль объяснял это стремлением быть понятым более широким кругом читателей: «чтобы мои письма читали женщины и светские люди и уяснили себе опасность максим и предложений, которые распространялись тогда повсюду и воздействию которых легко поддавались». Чтобы выполнить эту задачу, Паскалю пришлось затратить немало сил: по воспоминаниям Арно, каждое письмо зачитывалось перед обитателями пор-рояльской общины, и если находился хотя бы один недовольный, то автор переделывал его до тех пор, пока не достигал единодушного одобрения.
Несомненно влияние «Писем» на последующее развитие французской литературы. Вольтер, увлечённый Паскалем, называл эту книгу «первой гениальной книгой, написанной прозой» и отмечал, что «этому произведению суждено было создать эпоху в окончательном оформлении языка».
Благодаря «Письмам» во французском языке появилось новое слово: eckobarder — глагол со значением «лицемерить» является производным от имени одного из «героев» книги — отца Эскобара.